# Letópolis

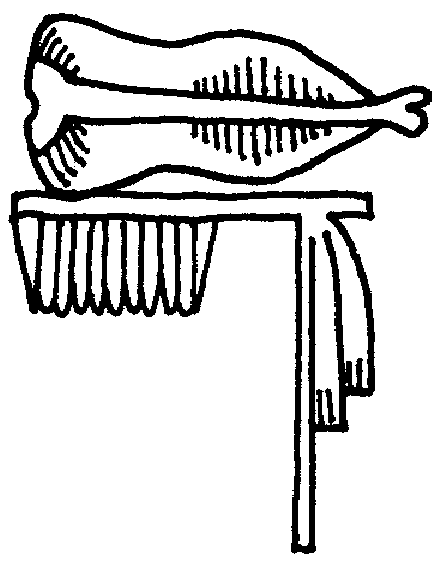
Letopolis

Letópolis es el nombre helenizado de la capital del nomo II del Bajo Egipto, también conocida como Jem o Rehesu en egipcio o Ausim en árabe. Fue fundada en el periodo predinástico, siendo una importante ciudad comercial del Mediterráneo oriental, sólo eclipsada posteriormente por la gran influencia de la cercana Menfis.[cita requerida]
La ciudad ya aparece mencionada en escritos del Imperio Antiguo, por lo que el templo habría estado ubicado desde épocas muy tempranas. 
Los dioses originarios de la ciudad fueron Horjenty-Irty, una de las formas de Horus, y su esposa, la diosa guerrera Sejmet "experta en magia", "Señora del Oeste" y "Diosa del amor" pasional.[cita requerida]
En la ciudad existió un templo dedicado a Anubis y un santuario a Horus, aunque actualmente apenas quedan restos arqueológicos de dicha época, siendo los pocos encontrados del Período Tardío.